# 18D
18D fue un prototipo de misil tierra-aire desarrollado por la Unión Soviética, construido por Lyulev y probado en 1961. Tuvo como precedente al 17D, diferenciándose de este en el uso de una aleación de magnesio en la mezcla de combustible para lograr el doble de impulso en el lanzamiento. Desarrollos posteriores dieron lugar al prototipo 22D y finalmente al misil Krug, en producción.